# Disco intercalar
Um disco intercalar, disco intercalado ou traço escalariforme de Eberth é uma junção comunicante, formada por uma membrana dupla ondulada que separa células adjacentes em fibras de músculo cardíaco. Os discos intercalares permitem a contração sincronizada do tecido cardíaco, e proporcionam maior adesão entre as células musculares cardíacas. São compostos de Junções comunicantes e Junções de adesão.
Referência
• Luz, J. Faculdade de Ciências Médicas da UNICAMP. 